# Whatzupwitu
A Whatzupwitu Eddie Murphy és Michael Jackson amerikai énekesek kislemeze. Murphy 1993-ban megjelent, Love’s Alright című albumán szerepel. Kislemezen 1993 márciusában jelent meg.
Jackson azért vállalta a szereplést a dalban, mert úgy érezte, a dalszöveg pozitív üzenetet közvetít.

## Videóklip
A dal videóklipjét Wayne Isham és a Klasky Csupo rendezte, és az album borítógrafikája ihlette. Ez után a klip után Murphy vendégszerepelt Jackson Remember the Time című klipjében. A Whatzupwitut 1999-ben az MTV nézői minden idők 3. legrosszabb klipjévé nyilvánították, és azóta nem is nagyon adja a csatorna.

## Dallista
CD kislemez (Franciaország)
1. Whatzupwitu – 3:21
2. Whatzupwitu (instrumental) – 3:19

CD maxi kislemez (Hollandia)
1. Whatzupwitu (album version) – 3:21
2. Whatzupwitu (instrumental version) – 3:21
3. I Was a King (radio edit) – 4:05
4. Whatzupwitu (videóklip)

CD (USA, promó)
1. Whatzupwitu (Klub mix edit) – 3:52
2. Whatzupwitu (Hiphopremix edit) – 3:47
3. Whatzupwitu (Klub mix full) – 7:21
4. Whatzupwitu (Eclipse mix) – 6:30
5. Whatzupwitu (Hiphopremix) – 4:47
6. Whatzupwitu (LP version) – 3:21

12" single (USA)
- A. Whatzupwitu (Klub Full mix) – 7:12
- B1. Whatzupwitu (Klub mix edit) – 3:52
- B2. Whatzupwitu (Hiphopremix edit) – 3:47

12" kislemez (USA, promó)
- A1. Whatzupwitu (Klub mix full) – 7:21
- A2. Whatzupwitu (Klub mix edit) – 3:52
- A3. Whatzupwitu (Hiphopremix) – 4:47
- B1. Whatzupwitu (Eclipse mix) – 6:30
- B2. Whatzupwitu (LP version) – 3:21
- B3. Whatzupwitu (Klub mix dub) – 6:34

## Helyezések
| Slágerlista (1993)                  | Legmagasabb helyezés |
| ----------------------------------- | -------------------- |
| Holland kislemezlista               | 50                   |
| Német kislemezlista                 | 36                   |
| USA Billboard Hot R&B/Hip-Hop Songs | 74                   |

## Külső hivatkozások
- Videóklip
- Részlet a klipforgatásról